# Hedvig Catharina De la Gardie (1695–1745)
Hedvig Catharina De la Gardie, née Lillie, est une aristocrate et la salonnière politique suédoise née en 1695 et morte en 1745.
Mariée au comte Magnus Julius De la Gardie, elle est la mère de la comtesse scientiste Eva Ekeblad et la comtesse Hedvig Catharina De la Gardie et la grand-mère d'Hans Axel de Fersen, connu pour sa liaison avec Marie-Antoinette, de Sophie von Fersen, comtesse Piper et de Hedvig Eleonora von Fersen, comtesse Klinckowström.

## Source
- (en) Cet article est partiellement ou en totalité issu de l’article de Wikipédia en anglais intitulé « Hedvig Catharina Lillie » (voir la liste des auteurs).